# أنتون بونكراشوف
أنتون بونكراشوف (بالروسية: Понкрашов, Антон Александрович)‏ مواليد 23 أبريل 1986، هو لاعب كرة سلة روسي. يبلغ طوله 6 قدم 6 3⁄4 بوصة (2.0 م).

## فرق لعب لها
- نادي سسكا موسكو لكرة السلة
- خيمكي (كرة سلة)
- لوكوموتيف كوبان

## الميداليات
| الميدالية | المسابقة                         |
| --------- | -------------------------------- |
| برونزية   | الألعاب الأولمبية الصيفية 2012   |
| برونزية   | بطولة أمم أوروبا لكرة السلة 2011 |

## روابط خارجية
- أنتون بونكراشوف على موقع الاتحاد الدولي لكرة السلة (الإنجليزية)
- أنتون بونكراشوف على موقع الدوري الأوروبي لكرة السلة (الإنجليزية)
- أنتون بونكراشوف على موقع كرة السلة الأوروبية.كوم (الإنجليزية)
- أنتون بونكراشوف على موقع DraftExpress.com (الإنجليزية)
- أنتون بونكراشوف على موقع ريلجم (الإنجليزية)
- أنتون بونكراشوف على موقع بروبوليرز (الإنجليزية)
- أنتون بونكراشوف على موقع سبورتس رفرنس (الإنجليزية)
- أنتون بونكراشوف على موقع أوليمبيديا (الإنجليزية)